# Olga Raïevskaïa
Pour les articles homonymes, voir Raïevskaïa.
Olga Vladimirovna Raievskaïa (en russe : Ольга Владимировна Раевская), née le 10 juillet 1956 à Leningrad, est une linguiste russe, docteur ès lettres (1990), professeur, premier secrétaire scientifique du Conseil scientifique du MGU, chevalier des Palmes académiques.

## Biographie
Elle fréquente de 1967 à 1972 le Théâtre de la Jeunesse de Leningrad sous la direction de Matveï Doubrovine et obtient en 1973 son diplôme de fin d'études secondaires avec une étude approfondie de la langue française.
De 1973 à 1974, elle étudie à la faculté des lettres de l'université d’État de Leningrad, puis à la faculté des lettres de l’université d’État de Moscou (1974—1978) et passe en 1982 un doctorat de 3e cycle sur Les noms composés en français contemporain (composition nominale) puis, en 1990, un doctorat ès lettres sur le sujet des  Caractéristiques de la formation des mots des principales parties du discours en français.
Chef du département de philologie romane à la faculté des lettres du MGU, elle enseigne la lexicologie de l’italien et du français (1992-1999). Chef du département des langues étrangères de la faculté d’histoire du MGU (2003-2006) puis du département de la psychologie de la langue et de l’enseignement des langues étrangères à la faculté de psychologie du MGU (2009-2012), depuis 2016 chef du département des langues étrangères de la faculté d’histoire du MGU , Premier Secrétaire Scientifique du Conseil Scientifique du MGU.
Animateur du programme de formation en français «Bienvenue en France» sur la chaîne éducative de la télévision centrale (1990—1994).
À l'Université d'État de Moscou, dispense des cours liés à l'étude de la langue française (1981—2020):
- Langue française;
- Langue des sources historiques;
- Le langage de l'historiographie de l'histoire du Moyen Âge;
- Traduction d'un texte professionnel sur l'histoire de l'Europe et de l'Amérique à l'époque moderne.

## Principales publications
- Les parties du discours et la formation des mots en français, Moscou : Philologie, 1996, 232 pages.  (ISBN 5-7552-0096-3)
- En France et en français (manuel d'auto-apprentissage du français), Moscou: RUSSO, 2000. — 384 pages. —  (ISBN 5-88721-150-4)

### Dictionnaires, publiés en France
- Dictionnaire de poche français-russe et russe-français, Paris: Éditions Librairie du Globe, 1993. - 544 с. —  (ISBN 978-2855360294) (BNF 41713505) (OCLC 489575687)
- Grand dictionnaire russe-français et français-russe, Paris: Éditions Librairie du Globe, 2000. - 822 с. —  (ISBN 2-85536-059-5) (BNF 37636347) (OCLC 45701833)

### Dictionnaires et ouvrages scientifiques, publiés en Russie
- Travail scientifique: Les parties du discours et de la formation des mots dans la langue française, Moscou: Maison d'édition « Philologie », 1996. - 232 p. -  (ISBN 5-7552-0096-3)

Plus de trente publications de dictionnaires bilingues russe-français et français-russe, de différents formats (1992 – 2016), chez différents éditeurs (Pressa, Russki Yazyk, MediaLingua, RUSSO, AST, Astrel, Kharvest, ABI Presse)
,,,,,,,,,.